# 陸上自衛隊第1直升機團
第1直升機團（日语：第１ヘリコプター団；平假名：だいいちヘリコプターだん）是一支駐紮於日本千葉縣木更津市木更津駐屯地的部隊。 該團原為獨立單位，2007年3月28日才編入中央即應集團。 該團直屬於陸上自衛隊中央即應集團，主要職種（兵科）為航空科。
該團在中央即應集團中擔任支援角色，主要提供中央即應連隊、第1空降團及特殊作戰群在戰區的空中支援。在歸編中央即應集團以前，該團便已活躍於各式民間天然災害搜救任務中，例如森林大火與地震搜救。

## 沿革
第1直升機團最初於1959年3月20日在茨城縣霞浦市的陸上自衛隊航空學校內成立。該團成立後，1968年3月1日，在組織重整期間，內部增設了兩個直升機隊，分別為第1直升機隊與第2直升機隊。
第1直升機隊於1968年3月22日移駐木更津駐屯地，第2直升機隊亦於同年6月1日移駐該地。1986年12月19日，該團內增設了特殊運送隊(日語：特別輸送飛行隊)。2006年3月27日，該團經歷第二次組織重整，增設了聯絡偵察飛行隊，並改組本部管理中隊的組織架構。2007年3月28日，第1直升機團正式併入中央即應集團。
2007年4月29日，該團執行併入中央即應集團後的第一個救災任務：撲滅山梨縣境內的野火。 在311大地震後，該團亦參與了災後的人道救援工作。

## 現役機種

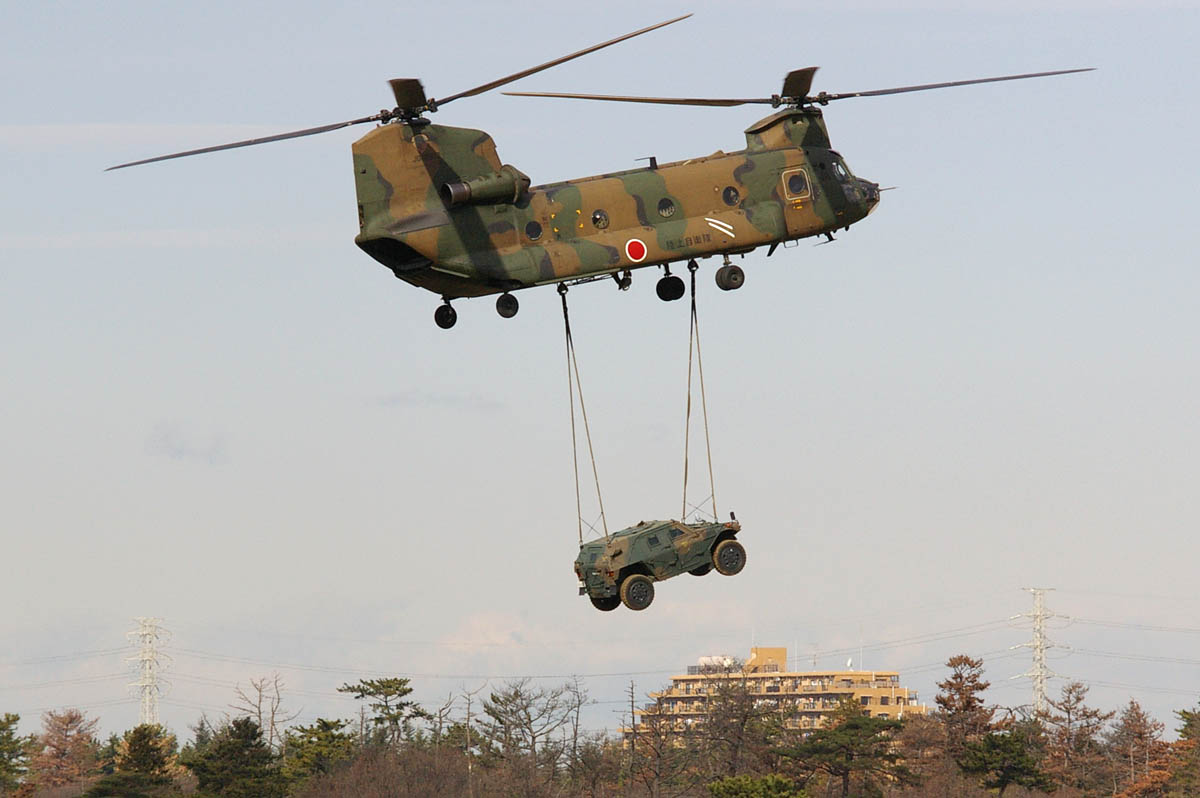
一架日本的CH-47直升機

第1直升機團目前使用下列機種：
| 機種                     | 製造國 | 用途           | 型號          | 備註           |
| ------------------------ | ------ | -------------- | ------------- | -------------- |
| CH-47                    | 日本   | 運輸用直升機   | CH-47JCH-47JA | 由川崎重工製造 |
| 歐洲直升機公司EC225      | 法國   | 接送天皇、賓客 | EC 225LP      |                |
| 川崎OH-1                 | 日本   | 偵察用直升機   |               | 由川崎重工製造 |
| MD 500                   | 日本   | 偵察用直升機   | OH-6DOH-6J    | 由川崎重工製造 |
| 三菱MU-2                 | 日本   | 通訊聯絡       | LR-1          |                |
| 比奇飛機公司超級空中霸王 | 美国   | 物資運輸       | LR-2          |                |
| 三菱H-60                 | 日本   | 運輸用直升機   | UH-60JA       | 由三菱重工製造 |

## 組織架構
- 團本部
  - 本部管理中隊
- 第1運輸直升機群（第1輸送ヘリコプター群）
  - 第103飛行隊（配備CH-47J/JA）
  - 第104飛行隊（配備CH-47J/JA）
  - 第105飛行隊（配備CH-47J/JA）
  - 第106飛行隊（配備CH-47J/JA）
- 第102飛行隊（配備UH-60JA、OH-6D）
- 特別運輸直升機隊（特別輸送ヘリコプター隊，配備EC 225LP）
- 聯絡偵察飛行隊（連絡偵察飛行隊，配備LR-2）
- 第1直升機野戰整備隊（第1ヘリコプター野整備隊）